# Pseudokawia żółtozębna
Pseudokawia żółtozębna (Galea flavidens) – gatunek ssaka z podrodziny kawi (Caviinae) w rodzinie kawiowatych (Caviidae). Zamieszkuje zróżnicowane siedliska na terenie stanu Minas Gerais w środkowowschodniej części Brazylii na wysokościach do 1700 m n.p.m. Brak danych na temat liczebności populacji i trendów zmienności.

## Budowa ciała
Pod względem morfologicznym pseudokawia żółtozębna wykazuje podobieństwo do pseudokawii brazylijskiej. Odróżniają ją jednak czarnawe obszary na grzbiecie rozciągające się od oczu do karku.
|                                | wymiar     |
| ------------------------------ | ---------- |
| długość ciała z głową i ogonem | 205–231 mm |
| długość tylnej kończyny        | 43–47 mm   |
| długość ucha                   | 24–25 mm   |
| masa ciała                     | 150–330 g  |

## Zasięg występowania
Pseudokawia żółtozębna występuje głównie na terenie stanu Minas Gerais w środkowowschodniej części Brazylii.
Lokalizacja typowa: Patria, Brazylia.

## Ekologia
Siedlisko pseudokawii żółtozębnej i ekologia są słabo poznane.

## Zagrożenia
Międzynarodowa Unia Ochrony Przyrody w Czerwonej księdze gatunków zagrożonych nie wskazuje większych zagrożeń dla tego gatunku, jak również nie odnotowuje wysokiego zagrożenia dla siedlisk gatunku i w konsekwencji oznacza takson akronimem LC (Gatunek najmniejszej troski).